# NGC 1892
NGC 1892 is een spiraalvormig sterrenstelsel in het sterrenbeeld Goudvis. Het hemelobject werd op 30 november 1834 ontdekt door de Britse astronoom John Herschel.

## Synoniemen
- ESO 85-61
- IRAS 05169-6500
- PGC 17042